# Olha Sznajder
Olha Mychajliwna Sznajder (ukr. Ольга Михайлівна Шнайдер; ur. 18 stycznia 1992) – ukraińska zapaśniczka startująca w stylu wolnym. Brązowa medalistka akademickich MŚ w 2014. Szósta w Pucharze Świata w 2015 i 2017.
Mistrzyni Ukrainy w 2016, a trzecia w 2012, 2015 i 2017 roku.